# Boethella darlingi
Boethella darlingi är en stekelart som beskrevs av Bennett 2003. Boethella darlingi ingår i släktet Boethella och familjen brokparasitsteklar. Inga underarter finns listade.